# Pierre Cardin
Pierre Cardin, nascido Pietro Costante Cardin (2 de julho de 1922 – 29 de dezembro de 2020), foi um estilista italiano, naturalizado francês. É considerado como um dos inventores da moda futurista dos anos 1960 - juntamente com Paco Rabanne e André Courrèges.
Foi eleito Embaixador da Boa Vontade da UNESCO em 1991 e da Organização das Nações Unidas para Alimentação e Agricultura em 2009.

## Biografia
Nascido no pequeno vilarejo de Sant'Andrea di Barbarana, no Vêneto, nordeste da Itália, seus pais, agricultores precipitados na pobreza pela Primeira Guerra Mundial, emigram para a França em 1924. Em 1936, o jovem Pierre começa seu aprendizado aos quatorze anos, com um alfaiate de Saint-Étienne. Depois de uma passagem no ateliê de Manby, em Vichy, em 1945, após a Segunda Guerra Mundial, transfere-se para Paris, onde estuda arquitetura e trabalha com Madame Paquin. Trabalhou com Elsa Schiaparelli até se tornar chefe do ateliê dos alfaiates de Christian Dior, em 1947. Não foi aceito na casa de moda Balenciaga.

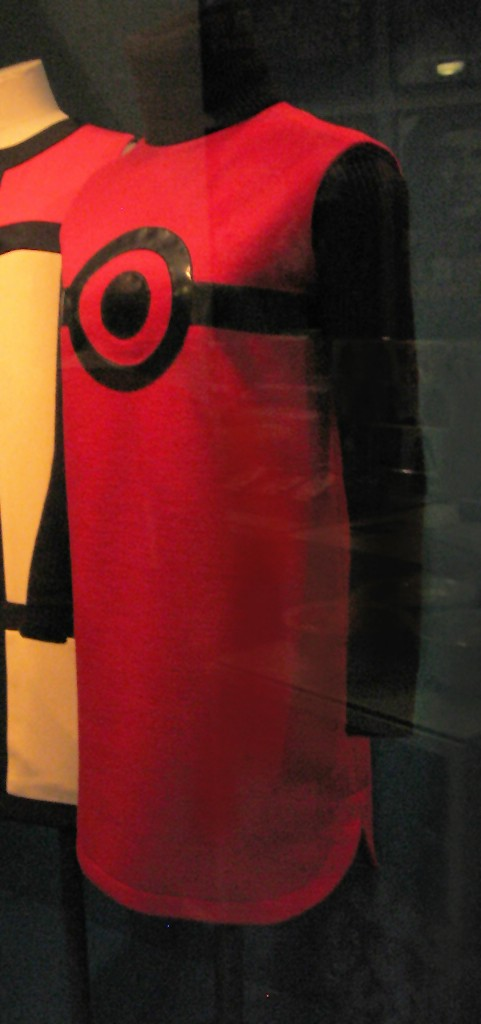
A túnica do Cosmos, de Cardin (1967).

Cardin fundou sua própria casa em 1950 e começou com alta costura três anos depois. Ficou conhecido por seu estilo de vanguarda e por seus trabalhos inspirados na "era espacial", com formatos e motivos geométricos, frequentemente ignorando a forma feminina. Cardin investiu também nas roupas unissex, algumas vezes experimentais. Em 1954, introduziu o "vestido bolha". Ao lado de Paco Rabanne e André Courrèges, Cardin formou a "tríplice aliança" do futurismo na moda. Chegou, inclusive, a desenhar um traje espacial para a NASA.
Cardin foi o primeiro costureiro a considerar o Japão como um mercado de alta moda, quando para lá viajou em 1959. No mesmo ano, foi expulso de Chambre Syndicale de la Haute Couture por lançar uma coleção Prêt-à-porter para a loja de departamentos Printemps, mas logo foi reintegrado. Contudo, em 1966, renunciou ao seu lugar na Chambre Syndicale e passou a exibir suas coleções no seu próprio espaço, o Espace Cardin, (outrora Théâtre des Ambassadeurs) aberto em 1971 na capital francesa. O Espace Cardin também é usado para promover novos talentos artísticos, como conjuntos de teatro, de música, etc. Em 1981, comprou os famosos restaurantes franceses Maxim's.
Fazia parte da Academia Francesa de Belas Artes desde 1992, sendo o primeiro estilista a integrá-la.
Percebendo um mercado inexplorado, passou a investir no mercado de design masculino, conquistando fãs como os Beatles e Salvador Dalí, e chegando mesmo a ultrapassar o lucro obtido com as coleções femininas.
Pierre Cardin foi um membro da Chambre Syndicale entre 1953 e 1993.Como muitos designers de moda da atualidade, em 1994, Cardin decidiu  mostrar sua coleção apenas para um pequeno círculo de clientes e jornalistas selecionados.
Atualmente, com oitocentas licenças em 140 países, calcula-se que sua marca gere um movimento de aproximadamente 8 bilhões de € em royalties.
Morreu em 29 de dezembro de 2020, aos 98 anos.

## Outras atividades
- Em 1973, atuou no filme franco-brasileiro Joanna Francesa, no papel de Pierre, pretendente da cafetina Joanna (interpretada por Jeanne Moreau).[13]
- Em 1981, Cardin adquiriu os restaurantes Maxim's e logo abriu unidades em Nova York, Londres e Beijing (1983) e Rio de Janeiro.
- Cardin também tem produtos de comida sob o nome Maxim's.
- Em 2003, Cardin convidou o conjunto de dança Lovzar, composto por crianças chechenas, para dançar em seu show musical Tristão e Isolda, apresentado em Moscou.
- Cardin possui as ruínas do castelo em Lacoste, Vaucluse, antigamente habitado pelo Marquês de Sade. Ele renovou parcialmente o lugar e regularmente organiza festivais de teatro por lá.
- Pierre Cardin é mencionado na canção "Everyday Clothes" de Jonathan Richman